# اس‌اس ایزلون (۱۹۰۹)
اس‌اس ایزلون (۱۹۰۹) (به انگلیسی: SS Iserlohn (1909)) یک کشتی بود که طول آن ۱۲۱٫۶۱ متر (۳۹۹ فوت ۰ اینچ) بود. این کشتی در سال ۱۹۰۹ ساخته شد.